# Джефри Хинтън
Джефри Евърест Хинтън (на английски: Geoffrey Everest Hinton) е английски информатик, работил дълго и в Канада.
Роден е на 6 декември 1947 година в Уимбълдън (днес част от Лондон) в семейството на ентомолога Хауърд Евърест Хинтън. През 1970 година получава бакалавърска степен по експериментална психология в Кеймбриджкия университет, а през 1978 година защитава докторат върху изкуствения интелект в Единбургския университет. Работи последователно в Калифорнийския университет – Сан Диего (1978 – 1980), Университета „Карнеги Мелън“ (1982 – 1987), Университета на Торонто (1987 – 1998 и от 2001) и Лондонския университетски колеж (1998 – 2001), главно в областта на изкуствените невронни мрежи.
През 2024 година Хинтън – заедно с Джон Хопфилд – получава Нобелова награда за физика „за основополагащи открития и изобретения, които дават възможност за машинно самообучение чрез изкуствени невронни мрежи“.